# Ratusz Ormiański w Kamieńcu Podolskim
Ratusz Ormiański – budynek jednego z trzech magistratów Kamieńca Podolskiego znajdujący się w południowej pierzei Rynku Ormiańskiego pomiędzy obecnymi budynkami nr 8 i 10 w południowej części Starego Miasta. Pozostałymi były ratusze Polski i Ruski. 

## Historia
Budynek ratusza znajdował się w południowo-wschodniej części Rynku Ormiańskiego, za obecnym budynkiem nr 8. Ratusz od pałacu komendanta twierdzy kamienieckiej oddzielony był aleją, którą później nazwano Komendantką.
Po raz pierwszy w historii budynek magistratu ormiańskiego (ratusza) wzmiankowano w 1479 roku. Był to dawny budynek mieszkalny, będący przedmiotem sporów prawnych pomiędzy Ormianami Iwaszką z Kożyc i Hanuską Waszucyną ze Lwowa. Oddzielny budynek, w którym zasiadał magistrat, wzmiankowany był także w latach 1559 i 1563, wiadomo, że do lat 80. XVI w. gmach ratusza dzierżawiony był od bogatych Ormian.
Pod koniec XVI wieku ostatecznie wybudowano oddzielny dom dla potrzeb magistratu. Początkowo był to drewniany dwupiętrowy budynek, którego fasadę zdobiła otwarta galeria z ławami handlowymi. Jednak pożar w 1602 r. zniszczył go, dlatego w 1604 r. na rozkaz króla Zygmunta III ratusz odbudowano w kamieniu. Nowy budynek był kamienny, z wysokim szczytem i głębokimi piwnicami, które służyły za więzienie. Podczas tureckiej okupacji miasta w latach 1672-1699 ocalał budynek ratusza, który jednak w związku z zakończeniem działalności magistratu został zamieniony na cerkiew.
W 1790 r. zlikwidowano magistrat ormiański, a budynek ratusza przebudowano w celu przystosowania go do innych potrzeb, w szczególności do kwaterowania wojsk garnizonu kamienieckiego. Na początku XIX w. znajdowała się tam wartownia (arsenał amunicyjny), później na pierwszym piętrze ulokowano więzienie, na drugim milicję miejską, a na trzecim Izbę Karną.
W drugiej połowie XIX w. w starym budynku dawnego ratusza mieściły się różne instytucje gubernialne, początkowo – urząd gubernatora i Zakon Opieki Publicznej, później i do 1917 r. – urząd gubernatora.
Budynek łączył się z pałacem gubernatora sklepionym łukiem, który przechodził nad aleją Komandancką.
W styczniu 1920 r. budynek dawnego ormiańskiego ratusza spłonął. Z dawnej budowli pozostały jedynie kamienne sklepione piwnice.